# Paula Edda Klein
Paula Edda Klein (geb. 14. August 1995 in Weimar) ist eine deutsche Schauspielerin.

## Leben und Karriere
Paula Edda Klein wurde in Weimar geboren. Wenig später zog ihre Mutter mit ihr nach Berlin, wo sie von der Berliner Schauspielagentur Next Generation entdeckt wurde. In den folgenden Jahren spielte sie unter anderem in Fernsehserien wie Leo – ein fast perfekter Typ und Löwenzahn mit. Sie ist außerdem bekannt für ihre Synchronrolle als Tonya in Alle hassen Chris. 2011 zog Klein nach Wales und besuchte das Atlantic College, Teil der United World Colleges.
Klein studierte Schauspiel unter anderem am Lee Strasberg Theatre and Film Institute in Los Angeles.